# Dorzecze Górnego Sanu
Dorzecze Górnego Sanu este o arie protejată (sit de importanță comunitară — SCI) din Polonia întinsă pe o suprafață de 1.578,67 ha, integral pe uscat.

## Localizare
Centrul sitului Dorzecze Górnego Sanu este situat la coordonatele 49°26′42″N 22°09′23″E / 49.4449°N 22.1565°E.

## Înființare
Situl Dorzecze Górnego Sanu a fost declarat sit de importanță comunitară în octombrie 2009 pentru a proteja 11 specii de animale.

## Biodiversitate
Situată în ecoregiunile alpină și continentală, aria protejată conține 10 habitate naturale: Râuri de munte și vegetația erbacee de pe malurile acestora, Pajiști uscate seminaturale și facies de acoperire cu tufișuri pe substraturi calcaroase (Festuco-Brometalia) (* situri importante pentru orhidee), Liziere de ierburi înalte hidrofile de câmpie și de nivel montan până la alpin, Fânețe de joasă altitudine (Alopecurus pratensis, Sanguisorba officinalis), Izvoare petrifiante cu formare de travertin (Cratoneurion), Păduri de fag Luzulo-Fagetum, Păduri de fag Asperulo-Fagetum, Păduri de stejar și carpen Galio-Carpinetum, Păduri pe pante, grohotișuri și ravene de Tilio-Acerion, Păduri aluvionare cu Alnus glutinosa și Fraxinus excelsior (Alno-Padion, Alnion incanae, Salicion albae).
La baza desemnării sitului se află mai multe specii protejate:
- mamifere (1): vidră de râu (Lutra lutra)
- nevertebrate (1): Unio crassus
- pești (9): avat (Aspius aspius), Barbus carpathicus, zvârluga (Cobitis taenia), zglăvoacă (Cottus gobio), cicar (Lampetra planeri), boarță (Rhodeus amarus), Romanogobio albipinnatus, porcușor de nisip (Romanogobio kesslerii), somonul (Salmo salar)